# Christian Wilhelmsson
Christian Ulf Wilhelmsson (Malmö, 8 dicembre 1979) è un ex calciatore svedese, di ruolo centrocampista.

## Biografia
Wilhelmsson è soprannominato Chippen. L'origine del nomignolo è però incerta e ne esistono due spiegazioni: la prima è per la "leggerezza" con cui il calciatore gioca il pallone; la seconda deriva dai chippendales dancers, ossia dei ballerini spogliarellisti per un pubblico femminile. Lo svedese non ha però mai chiarito quale fosse la ragione corretta.
È sposato con la modella Oksana Andersson dal 2010 e i due hanno una figlia.

## Caratteristiche tecniche
Era un esterno destro con caratteristiche prettamente offensive. Calciatore veloce, era particolarmente bravo nell'uno contro uno.

## Carriera

### Club

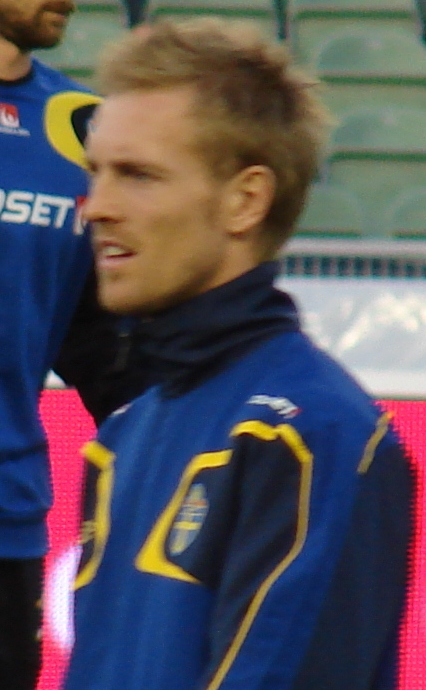
Wilhelmsson nel 2007

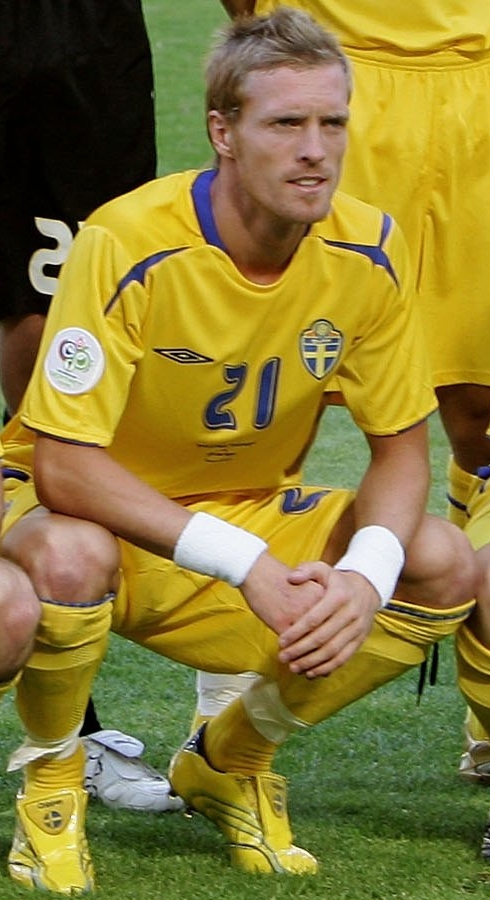
Wilhelmsson con la maglia della Nazionale svedese

La carriera professionistica di Wilhelmsson iniziò nel club svedese del Mjällby, in Seconda Divisione (Division Ett Södra, Prima divisione meridionale). Alla fine della stagione 1999 lasciò la Svezia per essere ingaggiato dal club norvegese di Prima Divisione Stabæk, con il quale giocò fino al 2003.
Nell'estate di quell'anno ebbe il suo primo contatto con il calcio italiano con un provino all'Udinese, che tuttavia non sortì alcun seguito. Fu quindi ingaggiato dal club belga dell'Anderlecht, divenendone quasi subito centrocampista titolare. Rimasto nel club di Bruxelles fino al 2006, dopo il mondiale di Germania si è trasferito in Francia al Nantes, nel quale ha tuttavia avuto poche occasioni di mettersi in mostra. Dopo sole 13 partite giocate nel club francese, infatti, nel gennaio 2007 è andato in prestito alla Roma grazie all'interessamento di Luciano Spalletti che aveva avuto modo di conoscerlo ai tempi del citato provino all'Udinese (della quale era all'epoca allenatore).
Alla fine della stagione 2006/07 torna al Nantes, nel frattempo retrocesso in serie B. La Roma, infatti, non ha pagato la somma stabilita per il riscatto del giocatore, che è tornato alla sua squadra di appartenenza. Il 26 luglio 2007, Christian Wilhelmsson si trasferisce in prestito dal Nantes al Bolton.
Il 30 gennaio 2008 passa in Spagna, al Deportivo, in prestito dal Nantes senza diritto di riscatto. Dopo sei mesi positivi, torna al Nantes e viene ceduto il 4 agosto 2008 al club saudita dell'Al-Hilal.
Il 5 settembre 2012, dopo un breve periodo di prova, viene ingaggiato dai Los Angeles Galaxy, club militante in Major League Soccer con la quale vince la Major League Soccer 2012. Il 13 gennaio 2013 viene ingaggiato con un contratto di un anno e mezzo dalla squadra degli Emirati Arabi Uniti del Baniyas, scegliendo il numero 99.
Il 29 luglio 2014 viene annunciato il suo ritorno al Mjällby, formazione nella quale era cresciuto e aveva debuttato, ma la squadra non riesce ad evitare la retrocessione. Prima dell'inizio della stagione 2015 Wilhelmsson annuncia il ritiro dal calcio giocato, ma l'11 agosto 2015 torna sui suoi passi e ricomincia a giocare per evitare la seconda retrocessione consecutiva del Mjällby, senza però riuscirci.
Nell'agosto 2018 scende in campo per una partita di settima serie con la maglia del Torsby IF, realizzando anche una rete su rigore. Lo stesso anno, si ritirerà dal calcio giocato all'età di 39 anni.

### Nazionale
La carriera in Nazionale di Wilhelmsson iniziò nel 2000, con la selezione Under-21. Del 2001 è l'esordio in Nazionale maggiore, con la quale ha giocato il campionato d’Europa 2004 in Portogallo e il citato campionato del mondo 2006 in Germania. In Svezia è anche famoso per essere andato via dal ritiro della nazionale svedese insieme ai compagni Zlatan Ibrahimović e Olof Mellberg per andare a festeggiare il compleanno di quest'ultimo e per questo saltò la successiva sfida valida per le qualificazioni europee contro il Liechtenstein e non fu convocato per alcune gare.

## Statistiche

### Presenze e reti nei club
Statistiche aggiornate all'8 febbraio 2013.
| Stagione                  | Club                      | Campionato                | Campionato | Campionato | Coppe nazionali | Coppe nazionali | Coppe nazionali | Coppe continentali | Coppe continentali | Coppe continentali | Supercoppe | Supercoppe | Supercoppe | Totale | Totale |
| Stagione                  | Club                      | Comp                      | Pres       | Reti       | Comp            | Pres            | Reti            | Comp               | Pres               | Reti               | Comp       | Pres       | Reti       | Pres   | Reti   |
| ------------------------- | ------------------------- | ------------------------- | ---------- | ---------- | --------------- | --------------- | --------------- | ------------------ | ------------------ | ------------------ | ---------- | ---------- | ---------- | ------ | ------ |
| 1997                      | Mjällby                   | D1                        | 6          | 0          | CS              | ?               | ?               | -                  | -                  | -                  | -          | -          | -          | ?      | ?      |
| 1998                      | Mjällby                   | D1                        | 21         | 4          | CS              | ?               | ?               | -                  | -                  | -                  | -          | -          | -          | ?      | ?      |
| 1999                      | Mjällby                   | D1                        | 25         | 7          | CS              | ?               | ?               | -                  | -                  | -                  | -          | -          | -          | ?      | ?      |
| 2000                      | Stabæk                    | T                         | 24         | 9          | CN              | ?               | ?               | -                  | -                  | -                  | -          | -          | -          | ?      | ?      |
| 2001                      | Stabæk                    | T                         | 25         | 6          | CN              | ?               | ?               | -                  | -                  | -                  | -          | -          | -          | ?      | ?      |
| 2002                      | Stabæk                    | T                         | 26         | 6          | CN              | ?               | ?               | CU                 | 2                  | 1                  | -          | -          | -          | ?      | ?      |
| gen.-giu. 2003            | Stabæk                    | T                         | 9          | 4          | CN              | ?               | ?               | -                  | -                  | -                  | -          | -          | -          | ?      | ?      |
| Totale Stabæk             | Totale Stabæk             | Totale Stabæk             | 84         | 25         |                 | ?               | ?               |                    | 2                  | 1                  |            | -          | -          | ?      | ?      |
| 2003-2004                 | Anderlecht                | D1                        | 27         | 5          | CB              | ?               | ?               | UCL                | 7                  | 0                  | -          | -          | -          | ?      | ?      |
| 2004-2005                 | Anderlecht                | D1                        | 32         | 4          | CB              | ?               | ?               | UCL                | 6                  | 2                  | -          | -          | -          | ?      | ?      |
| 2005-2006                 | Anderlecht                | D1                        | 31         | 5          | CB              | ?               | ?               | UCL                | 9                  | 0                  | -          | -          | -          | ?      | ?      |
| Totale Anderlecht         | Totale Anderlecht         | Totale Anderlecht         | 90         | 14         |                 | ?               | ?               |                    | 22                 | 0                  |            | -          | -          | ?      | ?      |
| 2006-gen. 2007            | Nantes                    | L1                        | 13         | 0          | CdF+CdL         | ?               | ?               | -                  | -                  | -                  | -          | -          | -          | ?      | ?      |
| gen.-giu. 2007            | Roma                      | A                         | 19         | 1          | CI              | 3               | 0               | UCL                | 3                  | 0                  | -          | -          | -          | 25     | 1      |
| 2007-gen. 2008            | Bolton                    | PL                        | 8          | 0          | FA+LC           | 2               | 0               | CU                 | 3                  | 0                  | -          | -          | -          | 13     | 0      |
| gen.-giu. 2008            | Deportivo                 | PD                        | 15         | 1          | CR              | ?               | ?               | -                  | -                  | -                  | -          | -          | -          | ?      | ?      |
| Totale Nantes             | Totale Nantes             | Totale Nantes             | 55         | 2          |                 | 5               | 0               |                    | 6                  | 0                  |            | -          | -          | 66     | 2      |
| 2008-2009                 | Al-Hilal Club             | SPL                       | 18         | 4          | CPC             | 9               | 4               | ACL                | 4                  | 0                  | -          | -          | -          | 31     | 8      |
| 2009-2010                 | Al-Hilal Club             | SPL                       | 21         | 9          | CPC             | 8               | 3               | ACL                | 9                  | 3                  | -          | -          | -          | 38     | 15     |
| 2010-2011                 | Al-Hilal Club             | SPL                       | 22         | 6          | CPC             | 6               | 2               | ACL                | 4                  | 2                  | -          | -          | -          | 32     | 10     |
| giu.2011-dic.2012         | Al-Ahly Doha              | QSC                       | 11         | 0          | EQC             | 0               | 0               | -                  | -                  | -                  | -          | -          | -          | 11     | 0      |
| gen.2011-set.2012         | Al-Hilal Club             | SPL                       | 8          | 5          | CPC             | 1               | 1               | ACL                | 1                  | 2                  | -          | -          | -          | 10     | 8      |
| Totale Al Hilal           | Totale Al Hilal           | Totale Al Hilal           | 80         | 24         |                 | 24              | 10              |                    | 18                 | 7                  |            | -          | -          | 122    | 41     |
| set.2012-gen.2013         | Los Angeles Galaxy        | MLS                       | 9          | 1          | USC             | 0               | 0               | CCL                | 0                  | 0                  | -          | -          | -          | 9      | 1      |
| Totale Los Angeles Galaxy | Totale Los Angeles Galaxy | Totale Los Angeles Galaxy | 9          | 1          |                 | 0               | 0               |                    | 0                  | 0                  |            | -          | -          | 9      | 1      |
| gen.-giu.2013             | Baniyas                   | UPL                       | 8          | 3          | CdP             | 0               | 0               | GCC                | 4                  | 2                  | EEC        | 0          | 0          | 12     | 5      |
| 2014                      | Mjällby                   | A                         | 12         | 5          | CS              | ?               | ?               | -                  | -                  | -                  | -          | -          | -          | 12     | 5      |
| 2015                      | Mjällby                   | S                         | 5          | 1          | CS              | 1               | 0               | -                  | -                  | -                  | -          | -          | -          | 6      | 1      |
| Totale Mjällby            | Totale Mjällby            | Totale Mjällby            | 69         | 17         |                 | 1               | 0               |                    | -                  | -                  |            | -          | -          | 70     | 17     |
| 2018                      | Torsby IF                 | D5                        | 1          | 1          |                 | -               | -               | -                  | -                  | -                  | -          | -          | -          | 1      | 1      |
| Totale                    | Totale                    | Totale                    | 394        | 86         |                 | 25              | 10              |                    | 23                 | 8                  |            | 0          | 0          | 433    | 103    |

### Cronologia presenze e reti in nazionale
| Cronologia completa delle presenze e delle reti in nazionale ― Svezia | Cronologia completa delle presenze e delle reti in nazionale ― Svezia | Cronologia completa delle presenze e delle reti in nazionale ― Svezia | Cronologia completa delle presenze e delle reti in nazionale ― Svezia | Cronologia completa delle presenze e delle reti in nazionale ― Svezia | Cronologia completa delle presenze e delle reti in nazionale ― Svezia | Cronologia completa delle presenze e delle reti in nazionale ― Svezia | Cronologia completa delle presenze e delle reti in nazionale ― Svezia |
| Data                                                                  | Città                                                                 | In casa                                                               | Risultato                                                             | Ospiti                                                                | Competizione                                                          | Reti                                                                  | Note                                                                  |
| --------------------------------------------------------------------- | --------------------------------------------------------------------- | --------------------------------------------------------------------- | --------------------------------------------------------------------- | --------------------------------------------------------------------- | --------------------------------------------------------------------- | --------------------------------------------------------------------- | --------------------------------------------------------------------- |
| 31-1-2001                                                             | Växjö                                                                 | Svezia                                                                | 0 – 0                                                                 | Fær Øer                                                               | Campionato nordico di calcio 2000-2001                                | -                                                                     | 76’                                                                   |
| 18-2-2003                                                             | Bangkok                                                               | Svezia                                                                | 1 – 1                                                                 | Corea del Nord                                                        | King's Cup 2003 - 1º turno                                            | -                                                                     | 65’                                                                   |
| 22-2-2003                                                             | Bangkok                                                               | Svezia                                                                | 4 – 0                                                                 | Corea del Nord                                                        | King's Cup 2003 - Finale                                              | -                                                                     | 27’                                                                   |
| 18-11-2003                                                            | Il Cairo                                                              | Egitto                                                                | 1 – 0                                                                 | Svezia                                                                | Amichevole                                                            | -                                                                     |                                                                       |
| 31-3-2004                                                             | Göteborg                                                              | Svezia                                                                | 1 – 0                                                                 | Inghilterra                                                           | 100º anniversario Federazione Svedese                                 | -                                                                     |                                                                       |
| 28-4-2004                                                             | Coimbra                                                               | Portogallo                                                            | 2 – 2                                                                 | Svezia                                                                | Amichevole                                                            | -                                                                     |                                                                       |
| 28-5-2004                                                             | Tampere                                                               | Finlandia                                                             | 1 – 3                                                                 | Svezia                                                                | Amichevole                                                            | -                                                                     | 75’                                                                   |
| 5-6-2004                                                              | Solna                                                                 | Svezia                                                                | 3 – 1                                                                 | Polonia                                                               | Amichevole                                                            | -                                                                     | 75’                                                                   |
| 14-6-2004                                                             | Lisbona                                                               | Svezia                                                                | 5 – 0                                                                 | Bulgaria                                                              | Euro 2004 - 1º turno                                                  | -                                                                     | 41’                                                                   |
| 18-6-2004                                                             | Porto                                                                 | Italia                                                                | 1 – 1                                                                 | Svezia                                                                | Euro 2004 - 1º turno                                                  | -                                                                     | 67’                                                                   |
| 22-6-2004                                                             | Porto                                                                 | Danimarca                                                             | 2 – 2                                                                 | Svezia                                                                | Euro 2004 - 1º turno                                                  | -                                                                     | 72’                                                                   |
| 26-6-2004                                                             | Faro                                                                  | Svezia                                                                | 0 – 0 dts (4 – 5 dtr)                                                 | Paesi Bassi                                                           | Euro 2004 - Quarti di finale                                          | -                                                                     | 64’                                                                   |
| 18-8-2004                                                             | Solna                                                                 | Svezia                                                                | 2 – 2                                                                 | Paesi Bassi                                                           | Amichevole                                                            | -                                                                     |                                                                       |
| 4-9-2004                                                              | Ta' Qali                                                              | Malta                                                                 | 0 – 7                                                                 | Svezia                                                                | Qual. Mondiali 2006                                                   | -                                                                     | 78’                                                                   |
| 8-9-2004                                                              | Göteborg                                                              | Svezia                                                                | 0 – 1                                                                 | Croazia                                                               | Qual. Mondiali 2006                                                   | -                                                                     |                                                                       |
| 9-10-2004                                                             | Stoccolma                                                             | Svezia                                                                | 3 – 0                                                                 | Ungheria                                                              | Qual. Mondiali 2006                                                   | -                                                                     | 74’                                                                   |
| 13-10-2004                                                            | Reykjavík                                                             | Islanda                                                               | 1 – 4                                                                 | Svezia                                                                | Qual. Mondiali 2006                                                   | 1                                                                     |                                                                       |
| 17-11-2004                                                            | Edimburgo                                                             | Scozia                                                                | 1 – 4                                                                 | Svezia                                                                | Amichevole                                                            | -                                                                     | 76’                                                                   |
| 9-2-2005                                                              | Saint-Denis                                                           | Francia                                                               | 1 – 1                                                                 | Svezia                                                                | Amichevole                                                            | -                                                                     | 87’                                                                   |
| 26-3-2005                                                             | Sofia                                                                 | Bulgaria                                                              | 0 – 3                                                                 | Svezia                                                                | Qual. Mondiali 2006                                                   | -                                                                     | 60’                                                                   |
| 4-6-2005                                                              | Göteborg                                                              | Svezia                                                                | 6 – 0                                                                 | Malta                                                                 | Qual. Mondiali 2006                                                   | 1                                                                     | 78’                                                                   |
| 17-8-2005                                                             | Göteborg                                                              | Svezia                                                                | 2 – 1                                                                 | Rep. Ceca                                                             | Amichevole                                                            | -                                                                     |                                                                       |
| 3-9-2005                                                              | Solna                                                                 | Svezia                                                                | 3 – 0                                                                 | Bulgaria                                                              | Qual. Mondiali 2006                                                   | -                                                                     | 67’ 80’                                                               |
| 7-9-2005                                                              | Budapest                                                              | Ungheria                                                              | 0 – 1                                                                 | Svezia                                                                | Qual. Mondiali 2006                                                   | -                                                                     |                                                                       |
| 8-10-2005                                                             | Zagabria                                                              | Croazia                                                               | 1 – 0                                                                 | Svezia                                                                | Qual. Mondiali 2006                                                   | -                                                                     | 66’                                                                   |
| 12-10-2005                                                            | Stoccolma                                                             | Svezia                                                                | 3 – 1                                                                 | Islanda                                                               | Qual. Mondiali 2006                                                   | -                                                                     | 66’                                                                   |
| 1-3-2006                                                              | Dublino                                                               | Irlanda                                                               | 3 – 0                                                                 | Svezia                                                                | Amichevole                                                            | -                                                                     |                                                                       |
| 25-5-2006                                                             | Göteborg                                                              | Svezia                                                                | 0 – 0                                                                 | Finlandia                                                             | Amichevole                                                            | -                                                                     |                                                                       |
| 2-6-2006                                                              | Solna                                                                 | Svezia                                                                | 1 – 1                                                                 | Cile                                                                  | Amichevole                                                            | -                                                                     | 46’                                                                   |
| 10-6-2006                                                             | Dortmund                                                              | Trinidad e Tobago                                                     | 0 – 0                                                                 | Svezia                                                                | Mondiali 2006 - 1º turno                                              | -                                                                     | 78’                                                                   |
| 15-6-2006                                                             | Berlino                                                               | Svezia                                                                | 1 – 0                                                                 | Paraguay                                                              | Mondiali 2006 - 1º turno                                              | -                                                                     | 68’                                                                   |
| 20-6-2006                                                             | Colonia                                                               | Svezia                                                                | 2 – 2                                                                 | Inghilterra                                                           | Mondiali 2006 - 1º turno                                              | -                                                                     | 54’                                                                   |
| 24-6-2006                                                             | Monaco di Baviera                                                     | Germania                                                              | 2 – 0                                                                 | Svezia                                                                | Mondiali 2006 - Ottavi di finale                                      | -                                                                     | 52’                                                                   |
| 16-8-2006                                                             | Gelsenkirchen                                                         | Germania                                                              | 3 – 0                                                                 | Svezia                                                                | Amichevole                                                            | -                                                                     | 70’                                                                   |
| 2-9-2006                                                              | Riga                                                                  | Lettonia                                                              | 0 – 1                                                                 | Svezia                                                                | Qual. Euro 2008                                                       | -                                                                     | 78’                                                                   |
| 7-10-2006                                                             | Stoccolma                                                             | Svezia                                                                | 2 – 0                                                                 | Spagna                                                                | Qual. Euro 2008                                                       | -                                                                     | 56’                                                                   |
| 11-10-2006                                                            | Reykjavík                                                             | Islanda                                                               | 1 – 2                                                                 | Svezia                                                                | Qual. Euro 2008                                                       | 1                                                                     | 90+3’                                                                 |
| 15-11-2006                                                            | Le Mans                                                               | Costa d'Avorio                                                        | 1 – 0                                                                 | Svezia                                                                | Amichevole                                                            | -                                                                     | 46’                                                                   |
| 7-2-2007                                                              | Il Cairo                                                              | Egitto                                                                | 2 – 0                                                                 | Svezia                                                                | Amichevole                                                            | -                                                                     | 71’                                                                   |
| 28-3-2007                                                             | Belfast                                                               | Irlanda del Nord                                                      | 2 – 1                                                                 | Svezia                                                                | Qual. Euro 2008                                                       | -                                                                     | 61’                                                                   |
| 2-6-2007                                                              | Copenaghen                                                            | Danimarca                                                             | 0 – 3 tav                                                             | Svezia                                                                | Qual. Euro 2008                                                       | -                                                                     |                                                                       |
| 6-6-2007                                                              | Stoccolma                                                             | Svezia                                                                | 5 – 0                                                                 | Islanda                                                               | Qual. Euro 2008                                                       | -                                                                     |                                                                       |
| 22-8-2007                                                             | Göteborg                                                              | Svezia                                                                | 1 – 0                                                                 | Stati Uniti                                                           | Amichevole                                                            | -                                                                     | 46’                                                                   |
| 8-9-2007                                                              | Solna                                                                 | Svezia                                                                | 0 – 0                                                                 | Danimarca                                                             | Qual. Euro 2008                                                       | -                                                                     | 56’                                                                   |
| 13-10-2007                                                            | Vaduz                                                                 | Liechtenstein                                                         | 0 – 3                                                                 | Svezia                                                                | Qual. Euro 2008                                                       | 1                                                                     |                                                                       |
| 17-10-2007                                                            | Stoccolma                                                             | Svezia                                                                | 1 – 1                                                                 | Irlanda del Nord                                                      | Qual. Euro 2008                                                       | -                                                                     | 46’                                                                   |
| 17-11-2007                                                            | Madrid                                                                | Spagna                                                                | 3 – 0                                                                 | Svezia                                                                | Qual. Euro 2008                                                       | -                                                                     | 79’                                                                   |
| 21-11-2007                                                            | Stoccolma                                                             | Svezia                                                                | 2 – 1                                                                 | Lettonia                                                              | Qual. Euro 2008                                                       | -                                                                     |                                                                       |
| 26-3-2008                                                             | Londra                                                                | Svezia                                                                | 0 – 1                                                                 | Brasile                                                               | Amichevole                                                            | -                                                                     | 57’                                                                   |
| 26-5-2008                                                             | Göteborg                                                              | Svezia                                                                | 1 – 0                                                                 | Slovenia                                                              | Amichevole                                                            | -                                                                     |                                                                       |
| 1-6-2008                                                              | Stoccolma                                                             | Svezia                                                                | 0 – 1                                                                 | Ucraina                                                               | Amichevole                                                            | -                                                                     |                                                                       |
| 10-6-2008                                                             | Salisburgo                                                            | Grecia                                                                | 0 – 2                                                                 | Svezia                                                                | Euro 2008 - 1º turno                                                  | -                                                                     | 78’                                                                   |
| 20-8-2008                                                             | Göteborg                                                              | Svezia                                                                | 2 – 3                                                                 | Francia                                                               | Amichevole                                                            | -                                                                     | 46’                                                                   |
| 19-11-2008                                                            | Amsterdam                                                             | Paesi Bassi                                                           | 3 – 1                                                                 | Svezia                                                                | Amichevole                                                            | -                                                                     | 46’                                                                   |
| 11-2-2009                                                             | Graz                                                                  | Austria                                                               | 0 – 2                                                                 | Svezia                                                                | Amichevole                                                            | -                                                                     | 46’                                                                   |
| 28-3-2009                                                             | Porto                                                                 | Portogallo                                                            | 0 – 0                                                                 | Svezia                                                                | Qual. Mondiali 2010                                                   | -                                                                     | 57’                                                                   |
| 1-4-2009                                                              | Belgrado                                                              | Serbia                                                                | 2 – 0                                                                 | Svezia                                                                | Amichevole                                                            | -                                                                     | 71’                                                                   |
| 6-6-2009                                                              | Solna                                                                 | Svezia                                                                | 0 – 1                                                                 | Danimarca                                                             | Qual. Mondiali 2010                                                   | -                                                                     | 58’                                                                   |
| 12-8-2009                                                             | Solna                                                                 | Svezia                                                                | 1 – 0                                                                 | Finlandia                                                             | Amichevole                                                            | -                                                                     | 46’                                                                   |
| 3-3-2010                                                              | Swansea                                                               | Galles                                                                | 0 – 1                                                                 | Svezia                                                                | Amichevole                                                            | -                                                                     | 73’                                                                   |
| 29-5-2010                                                             | Solna                                                                 | Svezia                                                                | 4 – 2                                                                 | Bosnia ed Erzegovina                                                  | Amichevole                                                            | -                                                                     | 75’                                                                   |
| 2-6-2010                                                              | Minsk                                                                 | Bielorussia                                                           | 0 – 1                                                                 | Svezia                                                                | Amichevole                                                            | 1                                                                     | 63’                                                                   |
| 11-8-2010                                                             | Solna                                                                 | Svezia                                                                | 3 – 0                                                                 | Scozia                                                                | Amichevole                                                            | -                                                                     | 64’                                                                   |
| 17-11-2010                                                            | Göteborg                                                              | Svezia                                                                | 0 – 0                                                                 | Germania                                                              | Amichevole                                                            | -                                                                     |                                                                       |
| 9-2-2011                                                              | Nicosia                                                               | Svezia                                                                | 1 – 1 dts (4 – 5 dtr)                                                 | Ucraina                                                               | Torneo di Cipro 2011 - Finale                                         | -                                                                     |                                                                       |
| 7-6-2011                                                              | Solna                                                                 | Svezia                                                                | 5 – 0                                                                 | Finlandia                                                             | Qual. Euro 2012                                                       | -                                                                     | 89’                                                                   |
| 10-8-2011                                                             | Kiev                                                                  | Ucraina                                                               | 0 – 1                                                                 | Svezia                                                                | Amichevole                                                            | -                                                                     | 26’                                                                   |
| 2-9-2011                                                              | Budapest                                                              | Ungheria                                                              | 2 – 1                                                                 | Svezia                                                                | Qual. Euro 2012                                                       | 1                                                                     | 49’                                                                   |
| 6-9-2011                                                              | Serravalle                                                            | San Marino                                                            | 0 – 5                                                                 | Svezia                                                                | Qual. Euro 2012                                                       | 2                                                                     |                                                                       |
| 7-10-2011                                                             | Helsinki                                                              | Finlandia                                                             | 1 – 2                                                                 | Svezia                                                                | Qual. Euro 2012                                                       | -                                                                     | 54’                                                                   |
| 11-11-2011                                                            | Copenaghen                                                            | Danimarca                                                             | 2 – 0                                                                 | Svezia                                                                | Amichevole                                                            | -                                                                     | 46’                                                                   |
| 15-11-2011                                                            | Londra                                                                | Inghilterra                                                           | 1 – 0                                                                 | Svezia                                                                | Amichevole                                                            | -                                                                     | 55’                                                                   |
| 30-5-2012                                                             | Göteborg                                                              | Svezia                                                                | 3 – 2                                                                 | Islanda                                                               | Amichevole                                                            | 1                                                                     | 63’                                                                   |
| 5-6-2012                                                              | Solna                                                                 | Svezia                                                                | 2 – 1                                                                 | Serbia                                                                | Amichevole                                                            | -                                                                     | 86’                                                                   |
| 11-6-2012                                                             | Kiev                                                                  | Ucraina                                                               | 2 – 1                                                                 | Svezia                                                                | Euro 2012 - 1º turno                                                  | -                                                                     | 68’                                                                   |
| 15-6-2012                                                             | Kiev                                                                  | Svezia                                                                | 2 – 3                                                                 | Inghilterra                                                           | Euro 2012 - 1º turno                                                  | -                                                                     | 81’                                                                   |
| 19-6-2012                                                             | Kiev                                                                  | Svezia                                                                | 2 – 0                                                                 | Francia                                                               | Euro 2012 - 1º turno                                                  | -                                                                     | 46’                                                                   |
| 15-8-2012                                                             | Stoccolma                                                             | Svezia                                                                | 0 – 3                                                                 | Brasile                                                               | Amichevole                                                            | -                                                                     | 64’                                                                   |
| 12-10-2012                                                            | Tórshavn                                                              | Fær Øer                                                               | 1 – 2                                                                 | Svezia                                                                | Qual. Mondiali 2014                                                   | -                                                                     | 62’                                                                   |
| Totale                                                                |                                                                       | Presenze                                                              | 79                                                                    |                                                                       | Reti                                                                  | 9                                                                     |                                                                       |

## Palmarès

### Club

#### Competizioni nazionali
- Campionato belga: 2

Anderlecht: 2003-2004, 2005-2006
- Coppa Italia: 1

Roma: 2006-2007
- Campionato saudita: 2

Al Hilal: 2009-2010, 2010-2011
- Coppa della Corona del Principe saudita: 3

Al Hilal: 2009-2010, 2010-2011, 2011-2012
- Campionato MLS: 1

Los Angeles: 2012

#### Competizioni Internazionali
- Coppa dei Campioni del Golfo: 1

Baniyas: 2013